# Зарич
Зарич (на гръцки: Ψηλή Ράχη или Υψηλή Ράχη, Псили Рахи или Ипсили Рахи, до 1926 година Ζάριτς, Зариц) е село в Република Гърция, разположено на територията на дем Бук (Паранести), област Източна Македония и Тракия.

## География
Селото е разположено североизточно от Драма на 410 m надморска височина в южното подножие на Коджадаг.

## История
В края на XIX век Зарич е село в Драмската кааза на Османската империя, което според Тодор Симовски вероятно е турско.
След Междусъюзническата война Зарич попада в Гърция. В 1923 година по силата на Лозанския договор населението му е изселено в Турция и на негово място са настанени гърци бежанци. В 1928 година селото е с 803 жители. В 1926 година името на селото е сменено на Псили Рахи.
След 60-те години започва силно изселване към големите градове. Произвежда се тютюн, жито и други земеделски продукти, като е развито и скотовъдството.
| Име           | Име             | Ново име            | Ново име             | Описание                                     |
| ------------- | --------------- | ------------------- | -------------------- | -------------------------------------------- |
| Куру          | Κουρού          | Ксирорема           | Ξηρόρρεμα            | реката на Суруджилер, приток на Кермендере   |
| Зарич         | Ζάριτς          | Рема Псилис Рахис   | Ρέμα Ψηλής Ράχης     | реката на Зарич, приток на Кермендере        |
| Курудере      | Κουρού Ντερέ    | Ксиродексамени      | Ξηροδεξαμενή         | река на Ю от Зарич, приток на Кермендере     |
| Капаклар      | Καπακλάρ        | Скепасма            | Σκέπασμα             | местност на ЮЗ от Зарич и на С от Суруджилер |
| Узункьой      | Ούζουνκιόϊ      | Дексамени Макихориу | Δεξαμενή Μακρυχωρίου |                                              |
| Кермендере    | Κερμέν Ντερέ    | Милорема            | Μυλόρρεμα            | река, приток на Дан                          |
| Олук          | Όλούκ           | Каридорема          | Καρυδόρρεμα          | реката на З от Зарич, приток на Кермендере   |
| Какул         | Κακούλ          | Скуфос              | Σκούφος              | връх в Боздаг на С от Зарич                  |
| Чифте Карагач | Τσιφτέ Καραγάτς | Дидима              | Δίδυμα               | връх в Боздаг на С от Зарич (874,6 m)        |

| Година    | 1913 | 1920 | 1928 | 1940 | 1951 | 1961 | 1971 | 1981 | 1991 | 2001 | 2011 | 2021 |
| --------- | ---- | ---- | ---- | ---- | ---- | ---- | ---- | ---- | ---- | ---- | ---- | ---- |
| Население | 810  | 608  | 803  | 1126 | 931  | 805  | 507  | 302  | 262  | 344  | 215  | 123  |